# Rest of My Life
Rest of My Life è un singolo del rapper statunitense Ludacris, pubblicato nel 2012 e realizzato insieme al cantante Usher e al DJ David Guetta.

## Tracce
- Download digitale

1. Rest of My Life (feat. Usher & David Guetta) – 3:52
2. Rest of My Life (Nicky Romero Remix) (feat. Usher & David Guetta) – 5:18
3. Rest of My Life (Hard Rock Sofa Remix) (feat. Usher & David Guetta) – 6:39
4. Rest of My Life (Daddy's Groove Remix) (feat. Usher & David Guetta) – 4:57
5. Rest of My Life (Daddy's Groove Instrumental) (feat. Usher & David Guetta) – 5:41
6. Rest of My Life (Original Version Extended) (feat. Usher & David Guetta) – 6:20